# 강원특별자치도교육청국제교육원
강원특별자치도교육청국제교육원(江原特別自治道敎育廳國際敎育院)은 외국어교육, 다문화교육, 세계시민교육을 통해 보편적 세계시민을 육성하고, 변화와 성장을 주도하는 교직원의 역량 강화를 위하여 대한민국 강원특별자치도교육청 산하에 설치된 소속기관이다.